# جيمس ر. إدواردز
جيمس ر. إدواردز (بالإنجليزية: James R. Edwards)‏ هو عالم الكتاب المقدس أمريكي، ولد في 1945.